# Cuisine sarde

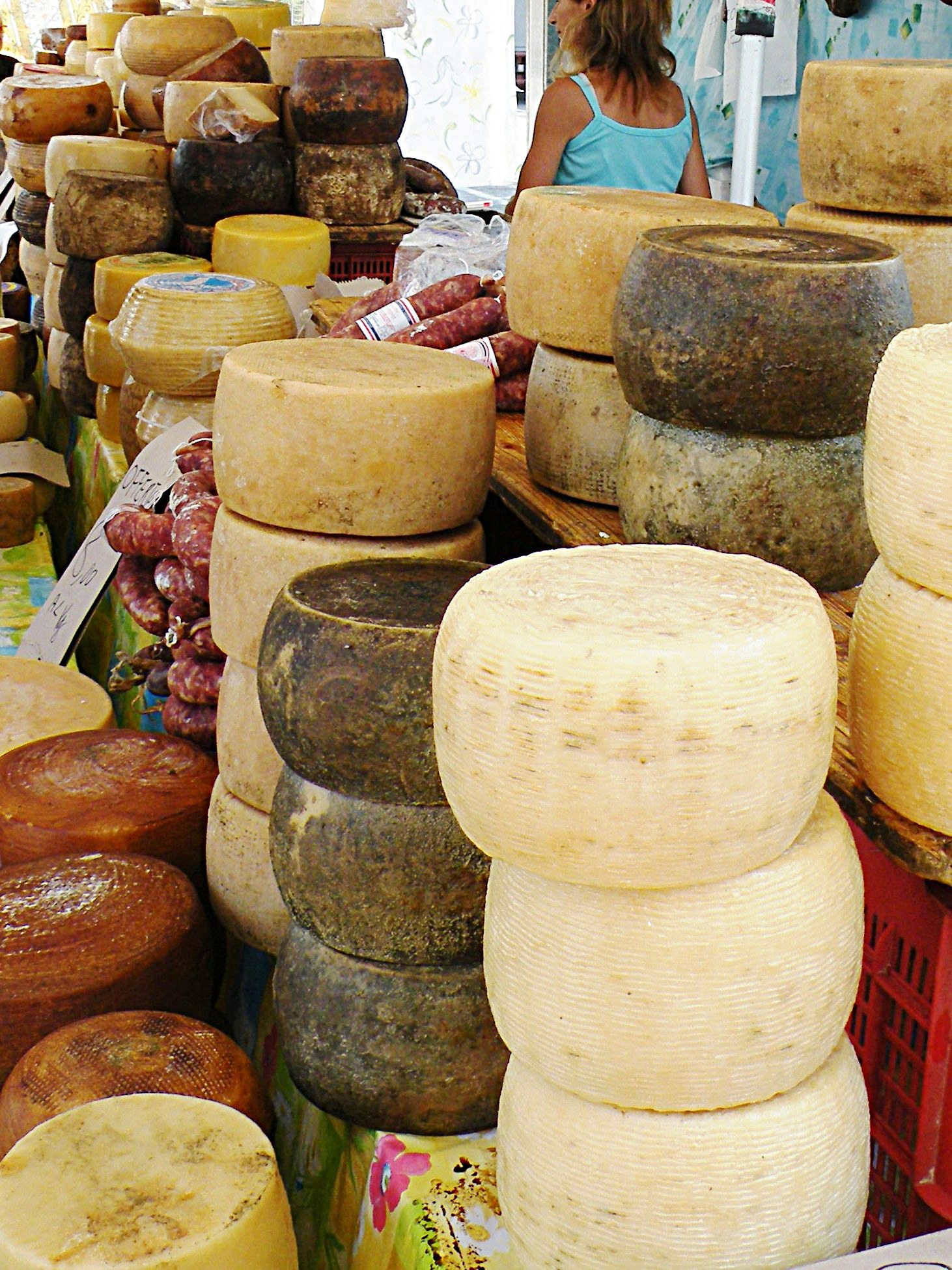
Fromages et charcuteries sardes.

La cuisine sarde est la cuisine traditionnelle de la Sardaigne. Variée et riche en saveurs, elle est modelée par l'insularité et la culture agricole et pastorale des Sardes. Originale et simple en même temps, elle s'est enrichie au cours de sa longue histoire des apports extérieurs au travers des contacts et échanges avec plusieurs cultures méditerranéennes. Les viandes rôties, le pain, les fromages et les vins sont ses fondamentaux. On trouve aussi des plats de la mer et de la terre, qu'ils viennent des fermiers, des bergers, des chasseurs, des pêcheurs ou de la récolte d'herbes sauvages. La cuisine sarde fait partie du régime méditerranéen inscrit au patrimoine culturel immatériel de l'humanité.

## Cuisine maritime

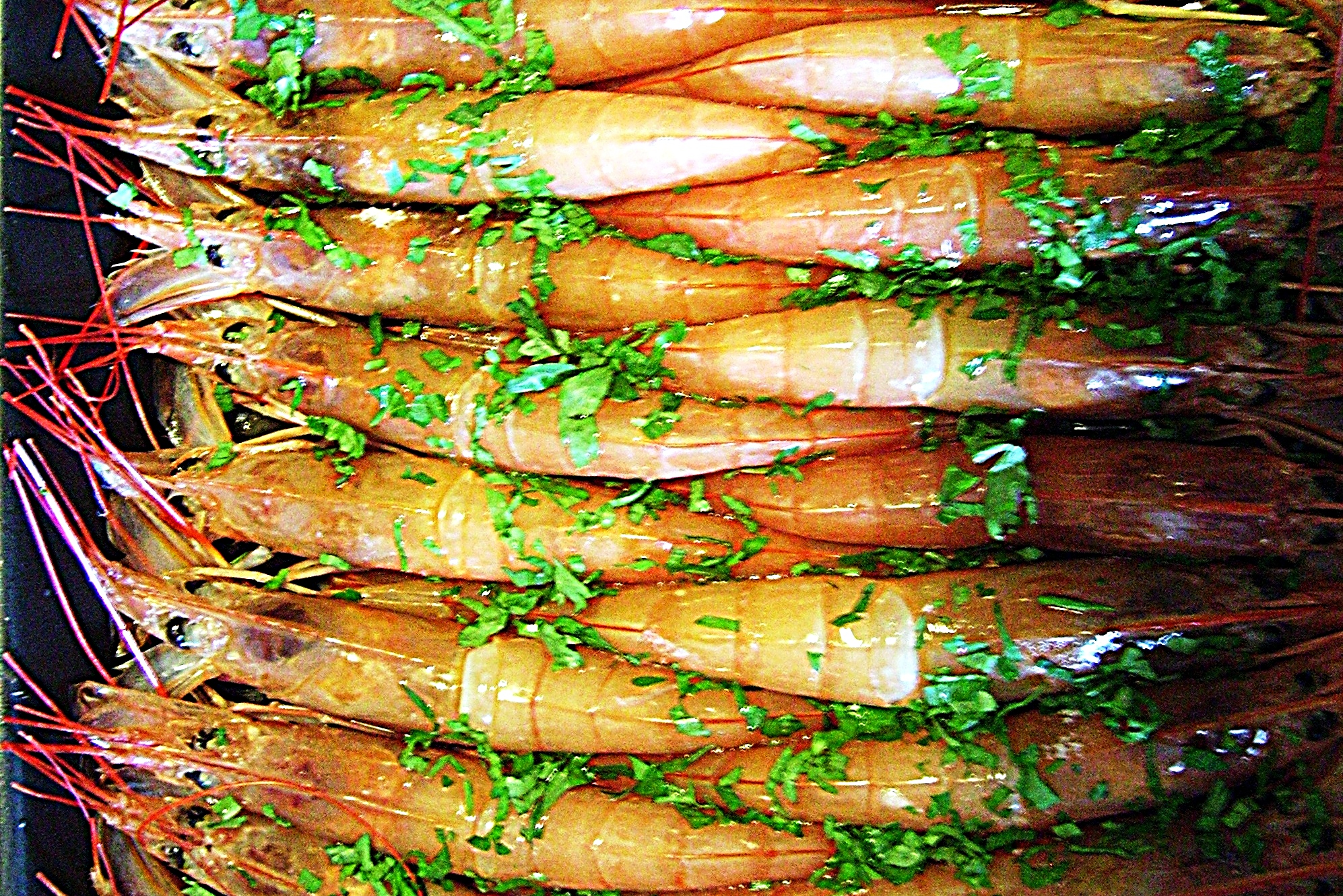
Crevettes au vin vernaccia.

Il semblerait que le garum, une antique sauce de poisson très appréciée des romains provienne également de la Sardaigne. Les fouilles effectuées dans la zone du port de Cagliari témoignent du lien ininterrompu entre les antiques populations côtières avec la mer et la pêche.
On peut identifier sur l'île trois différentes traditions culinaires de la mer : une qui est certainement d'origine nuragique, phénicienne, puis romaine et qui est la plus ancienne ; une deuxième, issue de la république de Gênes et de la république de Pise, qui se rencontre dans tout le sud-ouest de l'île ; enfin la troisième, celle d'Alghero, avec des influences catalanes fortes et qui s'étend sur toute la côte d'Alghero aux bouches de Bonifacio. Dans les centres côtiers, et en particulier Cagliari, Carloforte, Oristano, Alghero, Santa Teresa Gallura, Olbia, les plats à base de poissons et de crustacés sont très nombreux, avec des recettes qui exaltent les qualités locales, comme les poutargues (bottarga), la laitance de thon rouge (lattume), les anguilles, les langoustes, la salade de pieuvre, les moules, les spaghettis aux fruits de mer et le couscous aux palourdes (fregula cun cocciula).

## Cuisine pastorale et fermière

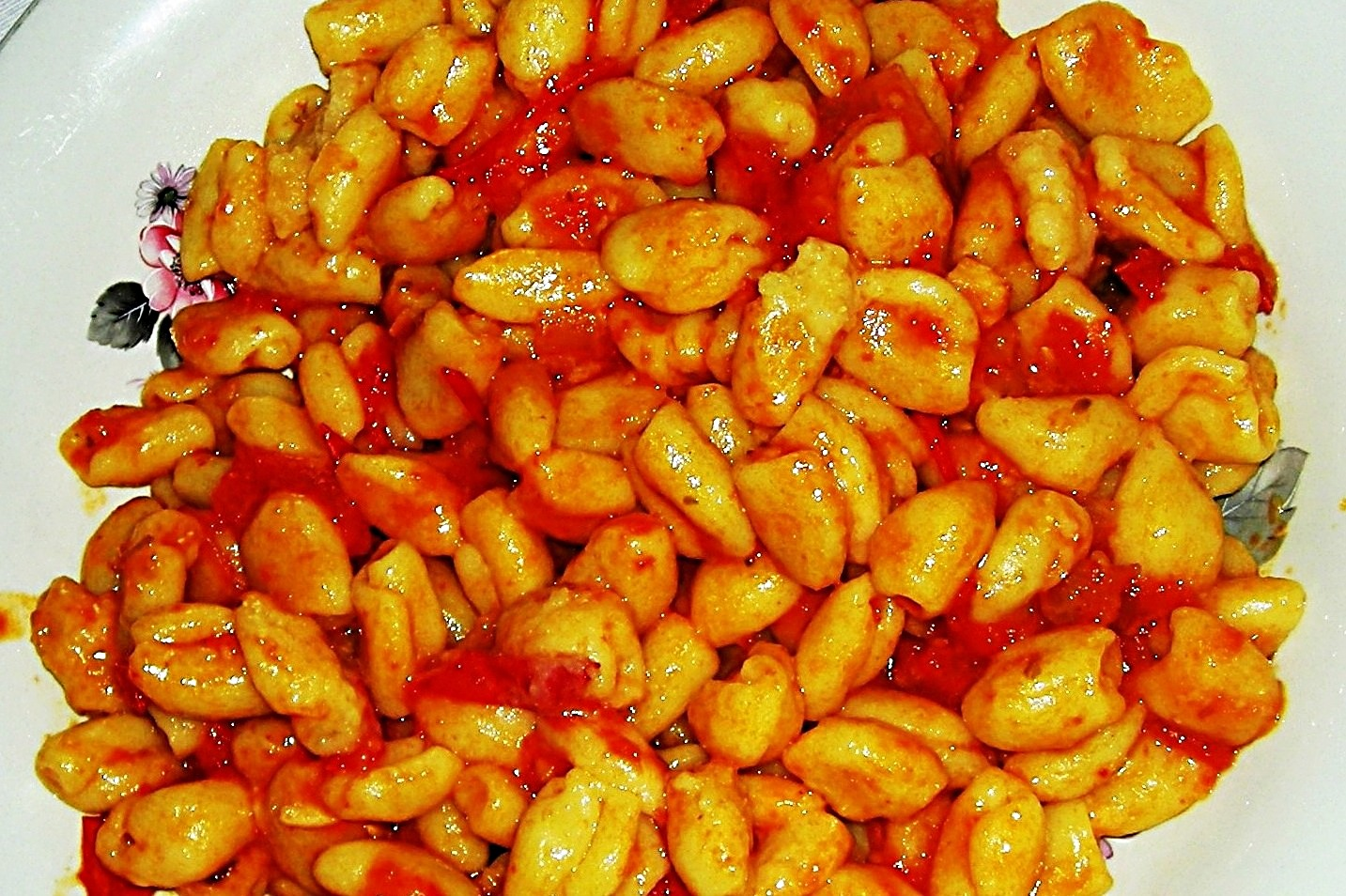
Les chiusòni, sortes de gnocchis de semoule de blé dur.

La cuisine de la campagne et des bergers s'appuie sur des ingrédients très simples et est très variée : elle change de village en village, non seulement dans le nom des plats, mais également dans les ingrédients. La semoule de blé dur (trigu saldu) sarde produit un type de pâtes de qualité élevée qui se prêtent à être travaillées sous les formes les plus variées. Benedetto Croce, dans les notes sur une de ses traductions en italien d'un texte napolitain de 1600, le Pentamerone, explique comment à cette époque, en Campanie et plus particulièrement à Naples, les pâtes étaient appelées pasta di Cagliari, ce qui confirme que la qualité des farines sardes était déjà connue et appréciée de longue date.

### Hors-d'œuvre
Comme hors-d'œuvre (antipasti) célèbres, il y a le jambon de cochon ou de sanglier comme ceux de Fonni, de Desulo , de Talana et de Oliena. Ces jambons sont accompagnés de champignons, d'olives et de fromages, parmi lesquels le Pecorino sardo, frais ou affiné, ainsi que le casizolu frais ou grillé (souvent servi avec du miel). À côté des différents jambons, on trouve plusieurs sortes de pancetta, de coppa et de salami de filet de porc (lonza di maiale). Les saucisses et les charcuteries d'Irgoli ouvrent fréquemment le repas dans les zones internes de l'île, accompagnés de frue (ou frughe), c'est-à-dire de lait de chèvre caillé.

### Entrées

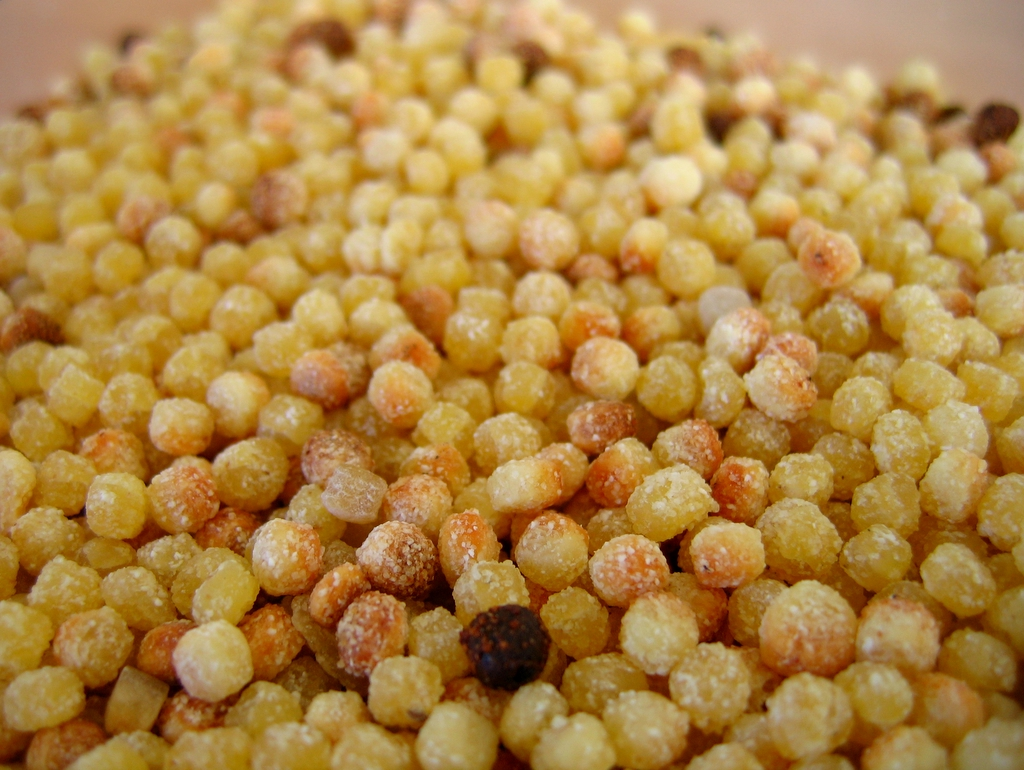
La fregula, le couscous en perles.

Comme ailleurs en Italie, en entrée (primo), on sert la plupart du temps des pâtes. Par exemple, les malloreddus sont des petits gnocchis de semoule de blé dur que l'on parfume traditionnellement avec du safran. Ils sont d'habitude accommodés « à la campidanaise », c'est-à-dire avec une sauce aux saucisses, mais on trouve parmi les recettes typiques la variante avec casu furriau, au fromage fondu et au safran. Les maloreddus sont connus également sous le nom de ciciones du côté de Sassari ou de cravaos du côté de Nuoro. Les Italiens les nomment gnocchetti sardi. Les culurgiònes sont des pâtes farcies.
La fregula est en revanche une sorte de pâtes de semoule de blé dur préparées en petits grumeaux. Elle est par exemple utilisée pour accompagner des tellines (arselle) ou simplement servie à la sauce tomate. On l'utilise aussi pour réaliser des soupes au bouillon de viande.
En dehors des pâtes, il y a par exemple la panada, un plat réalisé à partir de pâte feuilletée farcie de viande d'agneau ou d'anguilles, de pommes de terre et de tomates séchées. C'est une spécialité d'Assemini et, sous des formes différentes, d'Oschiri, Berchidda, Pattada et de Cuglieri.

### Plats de résistance

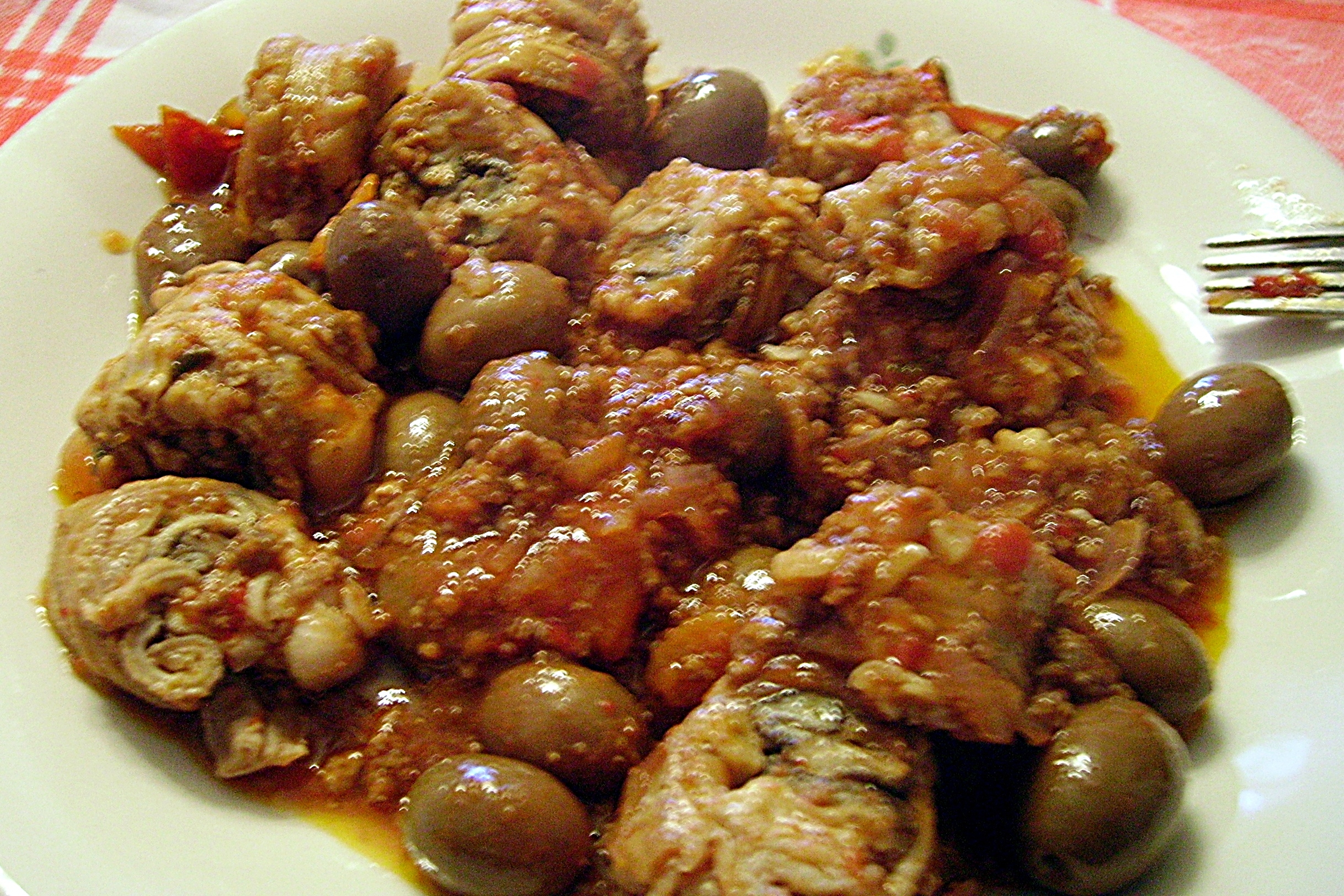
Cordula en sauce avec des olives.

Les plats de résistance (secondi) consistent en de la viande rôtie, bouillie, en sauce ou en des abats. Le porcheddu arrustidu, porceddu ou proheddu est un classique de la cuisine sarde. Il s'agit d'un cochon de lait d'environ 4 kg ou de vingt jours, rôti lentement à la broche ou sur une grille et aromatisé avec du myrte ou du romarin.
L'agneau de Sardaigne est réputé pour sa saveur et son arôme délicat ainsi que pour sa haute digestibilité. La còrdula ou cordedda consiste en des intestins de chevreau ou d'agneau enlacés et cuisinés à la broche ou à la poêle avec des pois (cordula cum pisurci) ou d'autres accompagnements.
La trattalia ou t(r)attaliu désigne des abats (coratella) d'agneau ou de chevreau cuits à la broche ou à la casserole avec des pois ou des artichauts.
La pecora stufata est une daube ou ragoût au vin. La pecora in cappotto est un ragoût de viande de mouton bouillie pendant plusieurs heures avec des aromates.

## Desserts

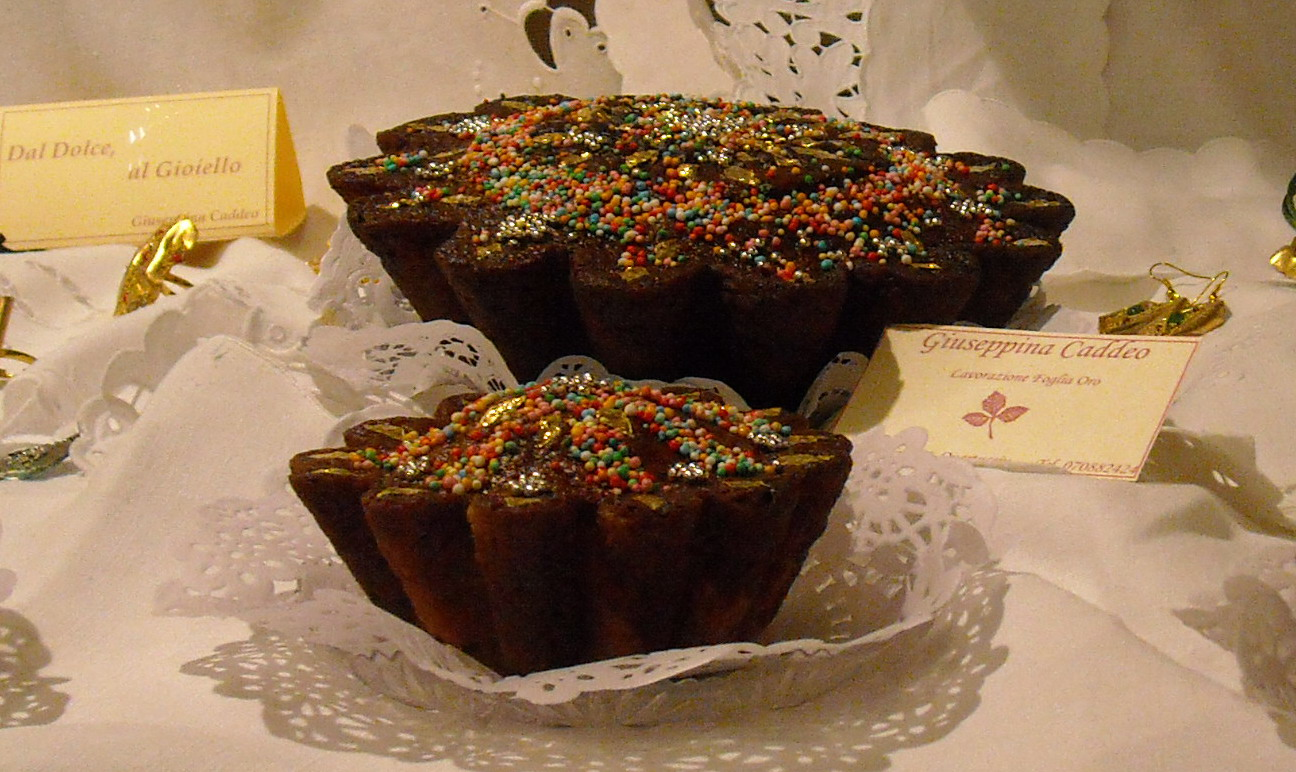
Pan'e saba.

Les desserts sardes frappent le visiteur par leur aspect coloré et comportent beaucoup de spécialités pâtissières. Comme les autres produits de la gastronomie sarde, ils varient fortement d'une région à l'autre.
Les casadinas ou formagelle, typiques du Logudoro et de la Barbagia, sont des tartelettes garnies d'une fine couche de fromage frais aromatisé au citron. Une variante répandue utilise de la ricotta et prend alors le nom de pardulas (it) ou regottinas en sarde ou de ricottelle en italien.
Le pane 'e saba, dessert hivernal de la Barbagia, est préparé avec de la sapa, c'est-à-dire du sirop de raisin.
Les copulettas sont un double disque de pâte brisée fourré de sapa ou de miel cuit. Elles se trouvent principalement du côté de Goceano et de Ozieri.
Les amaretti sont des macarons préparés à partir d'amandes douces (environ 70 %) et d'amandes amères (environ 30 %), de sucre, d'albumine et de zeste de citron.
Le nougat de Tonara, Pattada, Ozieri et d'Orgosolo a une couleur d'ivoire, car il est préparé avec du miel du maquis méditerranéen.

## Pain

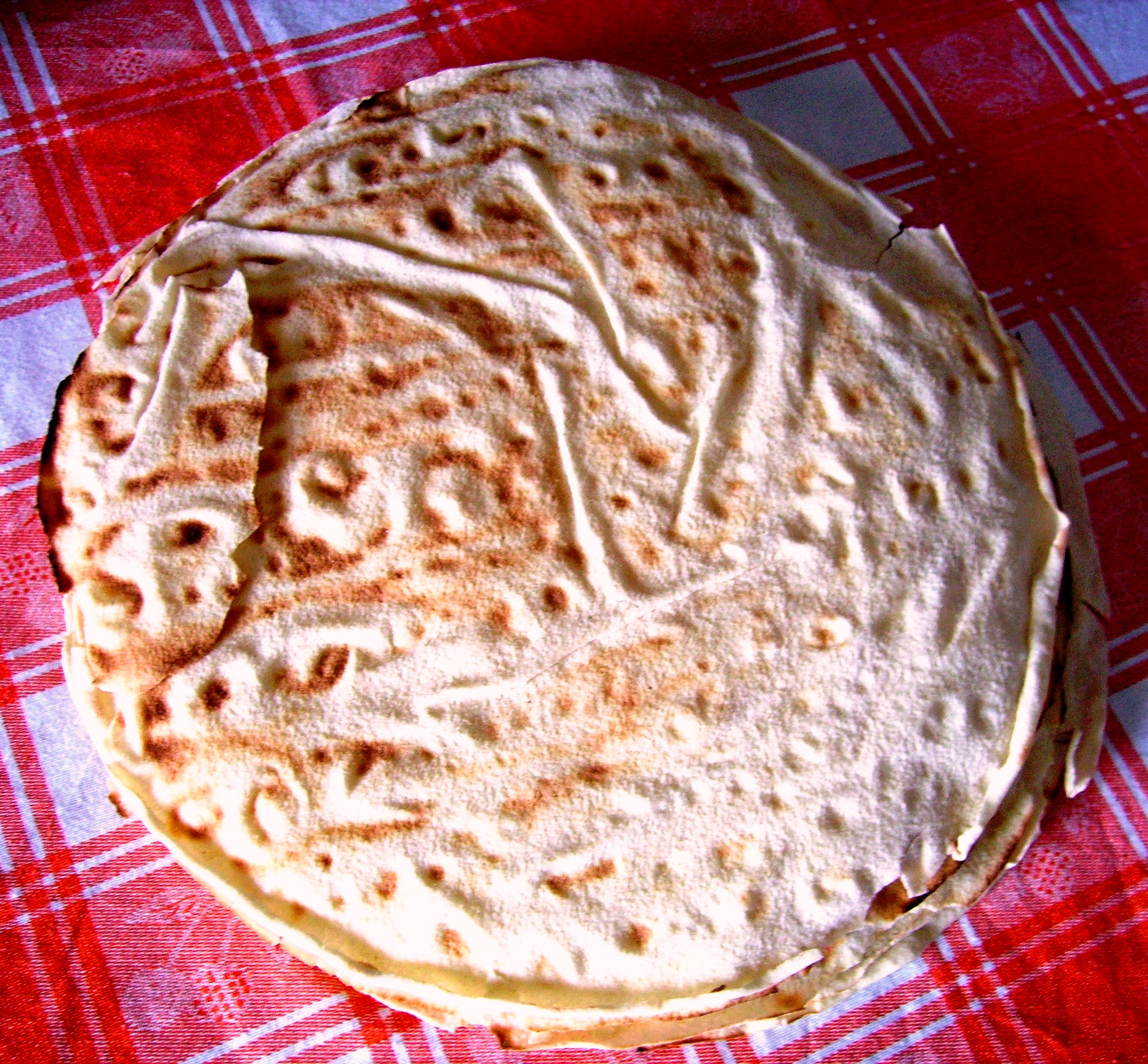
Pane carasau.

Comme dans tout le bassin méditerranéen, le pain représente un aliment de base. En Sardaigne, le travail de la farine de blé représente une tradition millénaire, depuis l'époque punique puis romaine. L'île a été ainsi considérée comme un « grenier » d'abord par Carthage puis par Rome.
Le pane carasau est un pain formé de disques très fins et très croquants obtenus au moyen d'une double cuisson au four à bois. Le pane guttiau en est une variante, chauffée au four avec de l'huile et du sel, ou mouillée et enroulée. Le pistoccu est produit principalement à Ogliastra. Il se prépare de la même façon que le carasau, mais il est beaucoup plus épais. Le coccoi a pitzus est un type de pain décoré, autrefois produit pour les grandes occasions.

## Vin

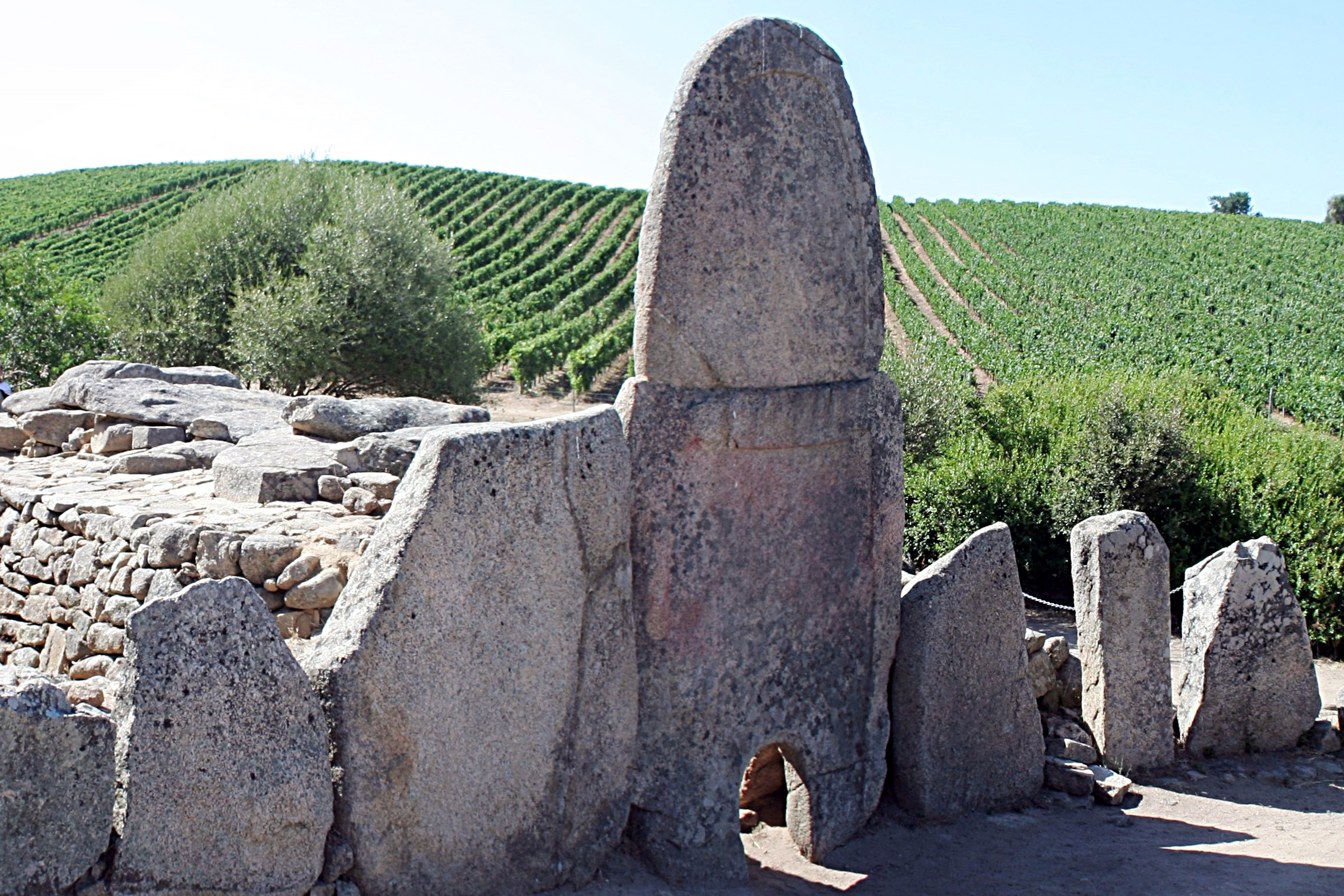
Arzachena : vignobles à Coddu Vecchiu.

En Sardaigne, les vignobles sont omniprésents, des plaines du Campidano et des plaines côtières aux collines et aux plateaux internes. La composition particulière du sol et le climat ensoleillé permettent des productions de qualité élevée. La longue tradition viticole remonte au passé nuragique sans l'interruption due à l'interdiction de l'islam de consommer du vin où, au contraire, les productions augmentèrent pendant la période byzantine et à l'époque des judicats.
De nos jours, on trouve dans l'île 15 indications IGT, 19 dénominations DOC et une dénomination DOCG. Parmi les cépages connus, on peut citer le vernaccia, le grenache (cannonau), le malvoisie (malvasia), le carignan (carignano), le rolle (vermentino) et le muscat (moscato).
- Viticulture en Sardaigne (it)

## Fromage

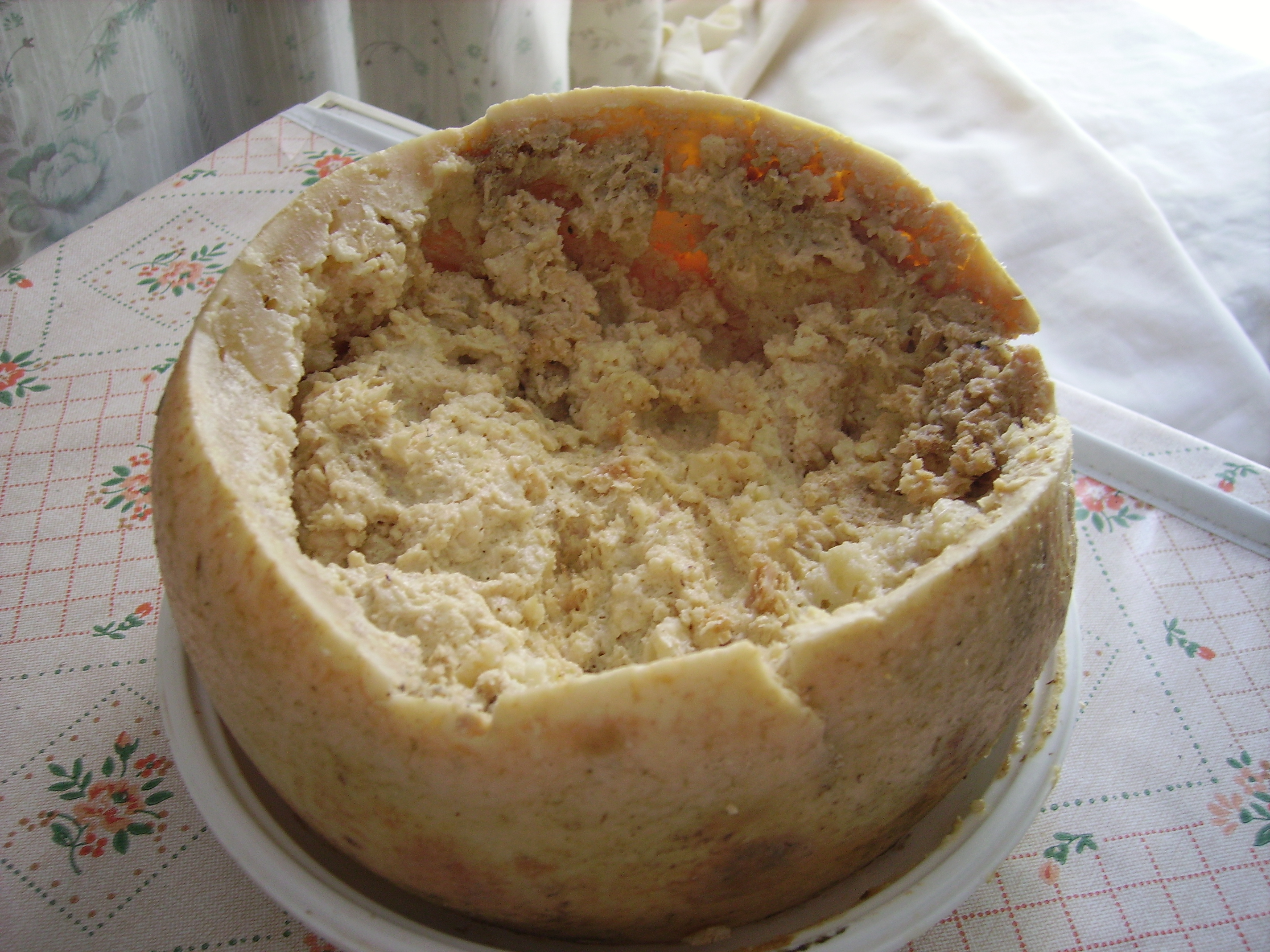
Le casu martzu, fromage aux asticots vivants, une des spécialités les plus surprenantes pour le visiteur étranger.

Avec une population ovine de plus de trois millions de têtes en 2015, la Sardaigne est une terre de bergers. On élève une espèce autochtone, la brebis sarde, dont une des caractéristiques principales est la production élevée de lait (jusqu'à 300 litres par an).
En Sardaigne, selon le mode de production, on peut produire trois dénominations protégées : le Pecorino Romano, le Pecorino sardo et le Fiore sardo, ce dernier provenant de la zone de Gavoi. Ils sont produits avec du lait entier cru de brebis. La Sardaigne offre actuellement la plus vaste production de pecorino d'Europe. Ce fromage de brebis est exporté et apprécié un peu partout, en particulier en France et en Amérique du Nord. Le produit est parfois victime de contrefaçons, en particulier en Amérique, où il est vendu sous le nom Sardo cheese sans avoir jamais vu l'île.
On y retrouve également le casu marzu (casu marzu signifie « fromage pourri » en langue sarde), connu pour être infesté par des larves vivantes. Le casu marzu est considéré comme le fromage le plus dangereux du monde selon le Livre Guinness des records.
- Fromages sardes (it)

## Denrées alimentaires reconnues AOP et IGP
- Produits agroalimentaires traditionnels de Sardaigne

Les denrées suivantes sont reconnues appellation d'origine protégée et indication géographique protégée :
- Agnello di Sardegna, IGP (agneau)
- Carciofo Spinoso di Sardegna, AOP (artichaut épineux)
- Fiore sardo, AOP (fromage)
- Pecorino sardo, AOP (fromage)
- Sardegna, AOP (huile d'olive)
- Zafferano di Sardegna, AOP (safran)